# Línea 18 (EMT Málaga)

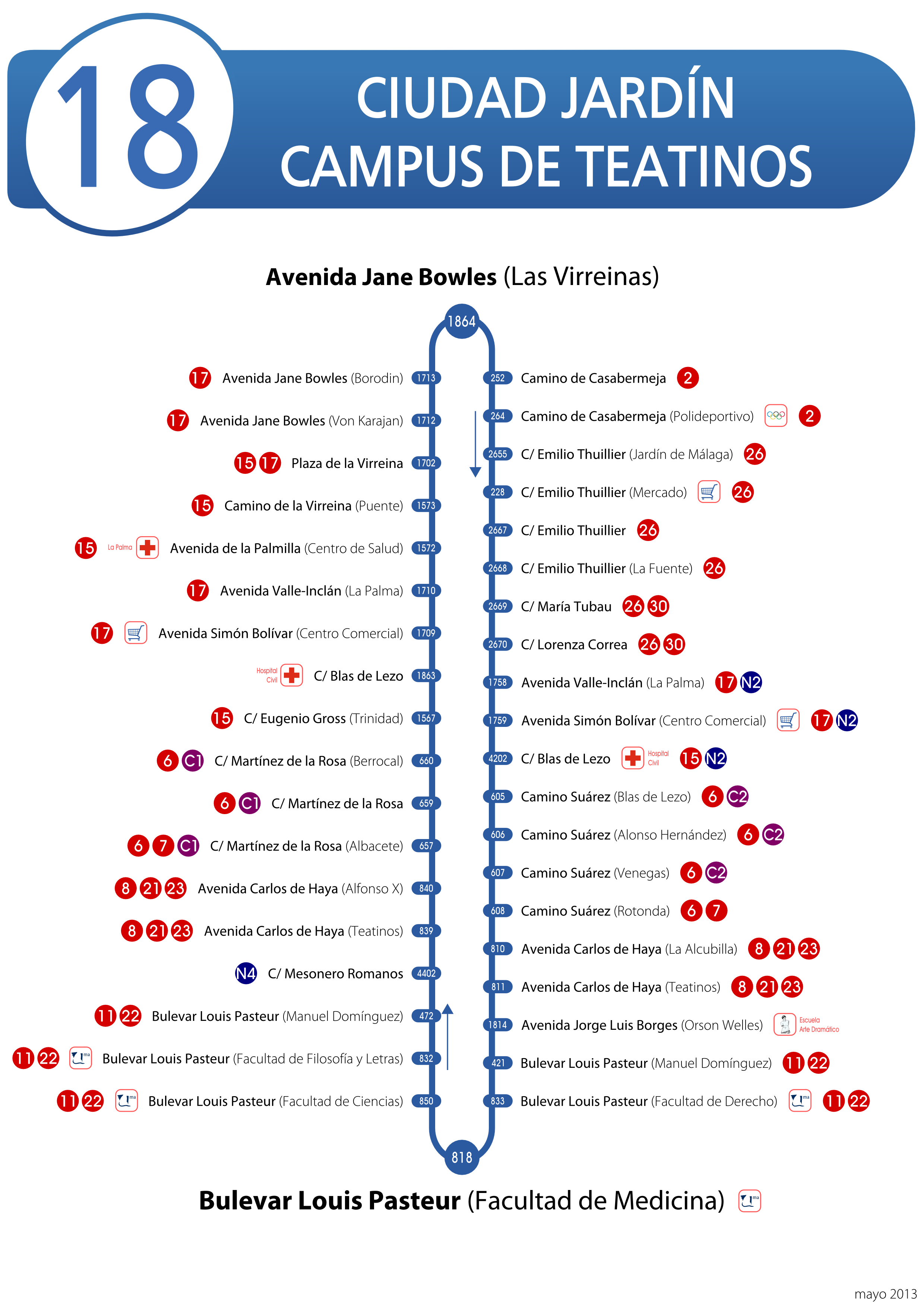
Itinerario de la Línea 18

La línea 18 de la EMT de Málaga es una línea transversal cuyo principal objetivo es conectar los distritos del norte de la capital con el Campus Universitario de Teatinos. Asimismo comunica dos importantes centros hospitalarios en su recorrido: el Hospital Clínico y el Hospital Civil.
Su cabecera en la zona de Ciudad Jardín se encuentra en Las Virreinas, al final de la Avenida Jane Bowles, cercana a la autovía. En el otro extremo del recorrido, su cabecera se encuentra frente a la Facultad de Medicina.

## Características
La línea fue puesta en marcha el 23 de febrero de 2013 como respuesta a una demanda vecinal histórica. En unos 45 minutos une ambas cabeceras, haciendo innecesario el transbordo que anteriormente debían efectuar en la Alameda aquellos viajeros que se dirigieran hasta la Universidad desde Ciudad Jardín o viceversa. Además, sirve como refuerzo puntual en ciertas vías de la ciudad, como el Camino Suárez, Martínez de la Rosa o Eugenio Gross, permitiendo también el desplazamiento de los ciudadanos hacia centros comerciales o centros de salud cercanos.

### Material Móvil
Los autobuses asignados a la línea son Irisbus Citelis carrozados por Hispano.